# Planeta Eskoria
Planeta Eskoria är ett musikalbum av det spanska skapunkbandet Ska-P. Utgivet 2000 på skivbolaget RCA.

## Låtlista
1. "Planeta Eskoria" - 4:21
2. "Vergüenza" - 3:53
3. "Como me pongo" - 2:46
4. "El Auténtico" - 3:42
5. "Naval Xixón" - 3:35
6. "La Mosca Cojonera" - 3:59
7. "Eres un@ más" - 4:18
8. "Derecho de Admisión" - 5:32
9. "A la mierda" - 3:55
10. "E.T.T.'s" - 4:09
11. "Lucrecia" - 4:30
12. "Tío Sam" - 4:23
13. "Violencia Machista" - 4:13
14. "Mestizaje" - 4:30